# John Hume (évêque)
Pour les articles homonymes, voir John Hume et Hume.
John Hume (1703-1777) est un ecclésiastique anglican.
Nommé évêque de Bristol en 1756, il devient évêque d'Oxford et doyen de la cathédrale Saint-Paul de Londres en 1758, et enfin évêque de Salisbury en 1766, chaire qu'il occupe jusqu'à sa mort.